# Joseph Olivier
Joseph Adolphe Théophile Olivier (París, 2 de desembre de 1874 – Neuilly-sur-Seine, Hauts-de-Seine, 21 de maig de 1901) va ser un jugador de rugbi francès que va competir a cavall del segle xix i el segle xx. El 1900 va prendre part en els Jocs Olímpics de París, on guanyà la medalla d'or en la competició de rugbi. En aquesta competició Olivier va actuar com a capità.
Jugador del Stade français, guanyà les lligues franceses del 1894, 1895, 1897 i 1898.